# Liste der deutschen Botschafter bei der Europäischen Union
Die Ständigen Vertreter stellen das Bindeglied zwischen der nationalen Außenpolitik und der Europäischen Union (von 1958 bis 1967 Europäische Wirtschaftsgemeinschaft) dar. Sie organisieren sich im Ausschuss der Ständigen Vertreter der Mitgliedstaaten (kurz AStV) mit ihren Kollegen aus den anderen EU-Mitgliedstaaten.
| Name                  | Bild           | Amtszeit       | Anmerkungen    |
| BR Deutschland        | BR Deutschland | BR Deutschland | BR Deutschland |
| --------------------- | -------------- | -------------- | -------------- |
| Carl Friedrich Ophüls |                | 1958–1960      |                |
| Rolf Otto Lahr        |                | 1960–1961      |                |
| Günther Harkort       |                | 1961–1965      |                |
| Hans-Georg Sachs      |                | 1965–1973      |                |
| Ulrich Lebsanft       |                | 1973–1977      |                |
| Helmut Sigrist        |                | 1977–1979      |                |
| Gisbert Poensgen      |                | 1979–1985      |                |
| Werner Ungerer        |                | 1985–1989      |                |
| Jürgen Trumpf         |                | 1989–1993      |                |
| Dietrich von Kyaw     |                | 1993–1999      |                |
| Wilhelm Schönfelder   |                | 1999–2007      |                |
| Edmund Duckwitz       |                | 2007–2010      |                |
| Peter Tempel          |                | 2010–2014      |                |
| Reinhard Silberberg   |                | 2014–2018      |                |
| Michael Clauß         |                | seit 2018      |                |